# Запис липа код школе (Лопатница)
Запис липа код школе (Лопатница) се налази на парцели чији је власник Основна школа "Ђура Јакшић".

## Локација
| Општина             | Краљево                                                                     |
| Катастарска општина | Лопатница                                                                   |
| Потес               | Лопатница                                                                   |
| Координате          | 43° 40′ 45″ С; 20° 30′ 03″ И / 43.679099999999998° С; 20.500900000000001° И |
| Надморска висина    | 0m                                                                          |

## Карактеристике
Дендрометријске вредности утврђене на терену и сателитским снимцима:
| Стабло                     | Липа |
| Висина стабла              | m    |
| Обим дебла                 | m    |
| Пречник крошње             | 3m   |
| Пречник дебла              | m    |
| Висина дебла до прве гране | m    |

## База записа
Запис је у оквиру Викимедија пројекта "Запис - Свето дрво" заведен под редним бројем 0586.